# Cabiscol (Lladurs)
Cabiscol és una masia situada al municipi de Lladurs, a la comarca catalana del Solsonès. Antigament formava part del municipi de Terrassola. Prop de la masia hi ha l'església de la Mare de Déu de Massarúbies.